# John Hebden
John Hebden (ur. ok. 1705 prawd. w Yorkshire , zm. w lutym 1765 w Londynie) – angielski kompozytor, wiolonczelista i fagocista.
W młodości brał udział w koncertach muzyki kameralnej w Yorkshire wraz z zespołem muzyków niemieckich i włoskich osiadłych w Yorku. W 1732 przeniósł się do Londynu, gdzie był wiolonczelistą w orkiestrze Thomasa Arne'a w Vauxhall, Drury Lane i Covent Garden. W 1758 został mianowany królewskim fagocistą Jerzego II .
Hebden nie publikował żadnych pieśni ani utworów na solowe instrumenty klawiszowe, co było niezwykłe w przypadku kompozytorów związanych z Vauxhall . 
Z jego kompozycji zachowało się 6 solo sonat na flet i basso continuo oraz 6 koncertów na instrumenty smyczkowe . 